# Krauskopfita
La krauskopfita és un mineral de la classe dels silicats. Rep el nom en honor de Konrad Bates Krauskopf (30 de novembre de 1910 - 4 de maig de 2003), professor de geoquímica a la Universitat Stanford, destacat pel seu treball en l'eliminació de residus radioactius.

## Característiques
La krauskopfita és un silicat de fórmula química BaSi₂O₅(H₂O)₃. Cristal·litza en el sistema monoclínic. La seva duresa a l'escala de Mohs és 4.
Segons la classificació de Nickel-Strunz, la krauskopfita pertany a «09.DH - Inosilicats amb 4 cadenes senzilles periòdiques, Si₄O₁₂» juntament amb els següents minerals: leucofanita, ohmilita, haradaïta, suzukiïta, batisita, shcherbakovita, taikanita, balangeroïta, gageïta, enigmatita, dorrita, høgtuvaïta, krinovita, makarochkinita, rhönita, serendibita, welshita, wilkinsonita, safirina, khmaralita, surinamita, deerita, howieïta, taneyamalita, johninnesita i agrel·lita.

## Formació i jaciments
Va ser descoberta a l'Esquire No. 1 claim de Rush Creek, al comtat de Fresno (Califòrnia, Estats Units). També dins de Califòrnia ha estat descrita en altres dos indrets: la prospecció Baumann, a Dumtah (comtat de Tulare) i el dipòsit de silicats i bari de Trumbull Peak (comtat de Mariposa). Fora dels Estats Units també ha estat trobada al Japó, l'Iran i la República Txeca.